# Coulimer
Coulimer é uma comuna francesa na região administrativa da Normandia, no departamento Orne. Estende-se por uma área de 17,06 km². Em 2010 a comuna tinha 298 habitantes (densidade: 17,5 hab./km²).